# 高田警察署
高田警察署（たかだけいさつしょ）は、奈良県警察が管轄する警察署の一つ。

## 所在地
- 奈良県大和高田市神楽3丁目1-9

## 管轄区域
- 大和高田市
- 葛城市
- 御所市

## 沿革
- 1954年（昭和29年）7月 警察法改正により大和高田市警察から奈良県警察に統合となる。
- 1986年（昭和61年）4月 北葛城郡王寺町に西和警察署設置。管轄区域の内、北葛城郡王寺町、河合町、上牧町の3町を移管。
- 1991年（平成 3年）10月1日 北葛城郡香芝町が市制施行し、香芝市となる。
- 2004年（平成16年）10月1日 北葛城郡新庄町、當麻町の2町が合併し葛城市ができる。
- 2008年（平成20年）3月10日 御所警察署を統合。御所市を管轄区域に追加。統合に伴い、御所警察署は高田警察署御所警察庁舎となる。
- 2008年（平成20年）3月28日 香芝市に香芝警察署設置。管轄区域の内、香芝市、北葛城郡広陵町を移管。
- 2021年（令和3年）11月22日 御所警察庁舎建替えに伴い、御所市大字東松本281番地の3に仮庁舎を設置し移転する。

## 分庁舎
（ ）の中は所在地
- 御所警察庁舎（御所市大字東松本281番地の3）

## 組織
- 警務課
  - 警務係
  - 県民サービス係
  - 警務県民サービス係（御所警察庁舎）
- 留置管理課
  - 留置管理係
- 会計課
  - 会計係
- 生活安全課
  - 生活安全総務係
  - 人身安全対策係
  - 生活安全捜査係
  - 生活安全係（御所警察庁舎）
- 地域課
  - 地域企画係
  - 地域捜査係
  - 指導第一係
  - 指導第ニ係
  - 指導第三係
  - 地域系（御所警察庁舎）
- 刑事課
  - 総務係
  - 強行犯第一係
  - 強行犯第二係
  - 盗犯係
  - 知能犯係
  - 組織犯係
  - 鑑識係
  - 捜査鑑識係（御所警察庁舎）
- 交通課
  - 企画規制係
  - 指導取締係
  - 交通捜査第一係
  - 交通捜査第二係
  - 交通捜査第三係
  - 交通係（御所警察庁舎）
- 警備課
  - 警備第一係
  - 警備第二係

## 交番
（ ）の中は所在地

### 大和高田市
- 高田駅前交番（大和高田市本郷町1番12号）
- 近鉄高田駅前交番（大和高田市北本町65番10号）
- 片塩交番（大和高田市礒野南4番8号）

### 葛城市
- 新庄交番（葛城市南道穂85番地15）
- 當麻交番（葛城市當麻1番地）

### 御所市
- 御所西交番（御所市大字櫛羅2428番地の6）
- 御所東交番（御所市大字東寺田64番地の3）

## 駐在所
なし

## 主な未解決事件
- 2001年（平成13年）12月13日 広陵町幼児ひき逃げ死亡事件（2006年12月13日午前零時に公訴時効）